# César Manrique
César Manrique, född 24 april 1919 i Arrecife på Lanzarote, död 25 september 1992 i Tahiche, Lanzarote, var en spansk konstnär och arkitekt.

## Biografi
Manrique växte upp på Lanzarote vid San Ginés-lagunen. Han deltog i spanska inbördeskriget som frivillig i artilleriet på Francos sida. Som 23-åring gjorde han sin första utställning, i Arrecife. Han kom senare in på universitetet i La Laguna. 1945 reste Manrique till konstskolan San Fernando i Madrid och studerade där i fem år. Tillsammans med Nelson Rockefeller besökte han 1964 Houston och New York och Catherine Viviano-galleriet.
Manrique träffade och lärde av kända personer som Rita Hayworth, kung Hussein av Jordanien, Helmut Kohl, spanska premiärministern Felipe González, Luis Ibáñez, Andy Warhol, Barbara Rosse och Alfredo Kraus.
Manrique hade ett stort inflytande över de lokala bygg- och planreglerna på Lanzarote. Han såg öns turismpotential och arbetade för en försiktig utveckling av turismen. En aspekt av detta är frånvaron av höga hotellbyggnader på ön. Hotellens exteriörer är anpassade efter lokala traditioner i färgsättning och dekoration.
Manrique omkom i en bilolycka vid 73 års ålder 1992, nära sitt hem på Lanzarote. 
Sevärdheter på Lanzarote med koppling till César Manrique är till exempel Jardín de Cactus, Fundación César Manrique (hans tidigare hem), Mirador del Río och Jameos del Agua.[källa behövs]

### Fotnoter
1. ↑  Andreas Beyer & Bénédicte Savoy (red.), Artists of the World Online, K.G. Saur Verlag och Walter de Gruyter, 2009, 10.1515/AKL, Artists of the World konstnärs-ID: 00107056.[källa från Wikidata]
2. 1 2  Diccionario biográfico español, Real Academia de la Historia, 2011, Diccionario biográfico español-ID: 12796/cesar-manrique-cabrera, läst: 9 oktober 2017.[källa från Wikidata]
3. 1 2 3 4 5 6 7 8  läs online, www.cesarmanrique.com .[källa från Wikidata]
4. ↑  Invaluable.com, Invaluable.com person-ID: m5uzw1p5eh, läs online.[källa från Wikidata]
5. ↑  läs online, www.architectural-review.com .[källa från Wikidata]
6. ↑  läs online, lanzaroteinformation.co.uk .[källa från Wikidata]
7. ↑  läs online, arch-pavouk.cz , läst: 7 maj 2023.[källa från Wikidata]
8. ↑  BOE-ID: BOE-A-1976-12128.[källa från Wikidata]
9. ↑  BOE-ID: BOE-A-1978-10667.[källa från Wikidata]
10. ↑  BOE-ID: BOE-A-1980-6073.[källa från Wikidata]
11. ↑  läs online, www.puentedemando.com .[källa från Wikidata]
12. ↑  läs online, www.gobiernodecanarias.org .[källa från Wikidata]
13. ↑  läs online, www.ulpgc.es .[källa från Wikidata]